# Гимназия с преподаване на чужди езици „Екзарх Йосиф“
Профилирана гимназия с преподаване на чужди езици „Екзарх Йосиф“ (ПГПЧЕ „Екзарх Йосиф“) е училище в град Разград.

## История
В края на XIX век разградската общественост взема решение за построяването на нова сграда на местното училище. Проектът е възложен на австрийския архитект Фридрих Грюнангер и е осъществен за две години. Новата училищна сграда посреща за първи път свои ученици в мъжките паралелки през учебната 1885/1886 година. През 1895/96 г. курсът на обучение се разширява с откриването на VII клас, с което класното училище се превръща в едно от деветте пълни мъжки гимназии в страната. На 7 април 1902 г. училището приема името Пълна окръжна мъжка гимназия „Екзарх Йосиф І“ по повод 25-годишнината от народополезната дейност и с личната благословия на българския екзарх Йосиф I Български.
През 1890 г. в гимназията е регистрирана появата на първата в Разград и околността марксистка самообразователна група, започнала чествания на Деня на труда и на международната работническа солидарност.
През различните етапи от своето съществуване гиназията носи различни наименования, като от 1948 до 1991 се нарича „Никола Вапцаров”.

## Архитектура
При изграждането на архитектурния облик на сградата арх. Грюнангер черпи вдъхновение от характерни за Западна Европа стилове. Тя преплита в себе си елементи на западноевропейското Средновековие в екстериора и барокови влияния в плана – пример за архитектурен историцизъм.
Сградата е двуетажна, а конструкцията ѝ е изградена от масивни носещи стени от каменна зидария. Подовата конструкция над първия етаж е стоманобетонна, но е представена в екстериор чрез каменна декорация. Във височина фасадата завършва с декоративен корниз и стръмен скатен покрив с дървена конструкция. В план тя е напълно симетрична – централен ризалит с главен вход, два странични кораба, завършващи с по-силно издадени ризалити. На фасадата отчетливо се четат готически влияния. Главният портал е подчертан от стъпаловиден гибел. Двата крайни ризалита завършват със стръмен скатен покрив, допълнен от шпилове. Арката на входния портал със своя заострен връх препраща към ранните готически катедрали. Същата пропорция е използвана и при двата странични прозореца, завършващи входното пространство.

## Гимназията днес
Старата сграда на Разградската гимназия е делегиран паметник на културата с местно значение.